# Luís Fernandes Monteiro
Luís Fernandes Monteiro, primeiro e único barão de Saí (1812 — 20 de fevereiro de 1872) foi um nobre brasileiro, agraciado barão.
Era cavaleiro da Imperial Ordem de Cristo e oficial da Imperial Ordem da Rosa.